# Changhan (huyện)
Changhan (tiếng Thái: จังหาร) là một huyện (amphoe) ở vùng tây bắc của tỉnh Roi Et, đông bắc Thái Lan.

## Địa lý
Các huyện giáp ranh (từ phía đông theo chiều kim đồng hồ) là: Chiang Khwan và Mueang Roi Et của tỉnh Roi Et, Mueang Maha Sarakham của tỉnh Maha Sarakham, Khong Chai và Kamalasai của tỉnh Kalasin.

## Lịch sử
Tiểu huyện (king amphoe) Changhan được thành lập ngày tháng 4 1 1989, khi năm tambon được tách ra từ Mueang Roi Et. Tambon Yang Nai đã được tách ra từ tambon Pa Fa vào tháng 7 năm 1989, và Phakwaen tách ra từ Muang Lat tháng 7 năm 1990. Ngày 8 tháng 9 năm 1995, tiểu huyện đã được nâng cấp thành huyện.

## Hành chính
Huyện này được chia thành 8 phó huyện (tambon), các đơn vị này lại được chia ra thành 110 làng (muban). Không có khu vực đô thị, có 8 Tổ chức hành chính tambon.
| STT. | Tên       | Tên Thái | Số làng | Dân số |  |
| ---- | --------- | -------- | ------- | ------ |  |
| 1.   | Din Dam   | ดินดำ     | 17      | 7.560  |  |
| 2.   | Pa Fa     | ปาฝา     | 12      | 5.462  |  |
| 3.   | Muang Lat | ม่วงลาด   | 12      | 5.682  |  |
| 4.   | Changhan  | จังหาร    | 19      | 7.089  |  |
| 5.   | Dong Sing | ดงสิงห์    | 18      | 9.458  |  |
| 6.   | Yang Yai  | ยางใหญ่   | 10      | 4.228  |  |
| 7.   | Phak Waen | ผักแว่น    | 13      | 5.036  |  |
| 8.   | Saen Chat | แสนชาติ   | 9       | 3.317  |  |